# 罗德伦
罗德伦（法語：Roderen，法語發音：[ʁodəʁən] ⓘ）是法国上莱茵省的一个市镇，属于坦恩-盖布维莱尔区。

## 地理
罗德伦（47°46'48"N, 7°5'32"E）面积7.16 平方千米，位于法国大東部大區上莱茵省，该省份为法国东部内陆省份，是阿尔萨斯的一部分，今与下莱茵省组成了阿尔萨斯欧洲集体，其北临下莱茵省，西接孚日省，西南接贝尔福地区省，东侧沿莱茵河与德国相望，南与瑞士接壤。
与罗德伦接壤的市镇（或旧市镇、城区）包括：莱姆巴克、拉默斯马特、盖沃奈姆、下布尔巴克、阿斯帕克-米歇尔巴克。
罗德伦的时区为UTC+01:00、UTC+02:00（夏令时）。

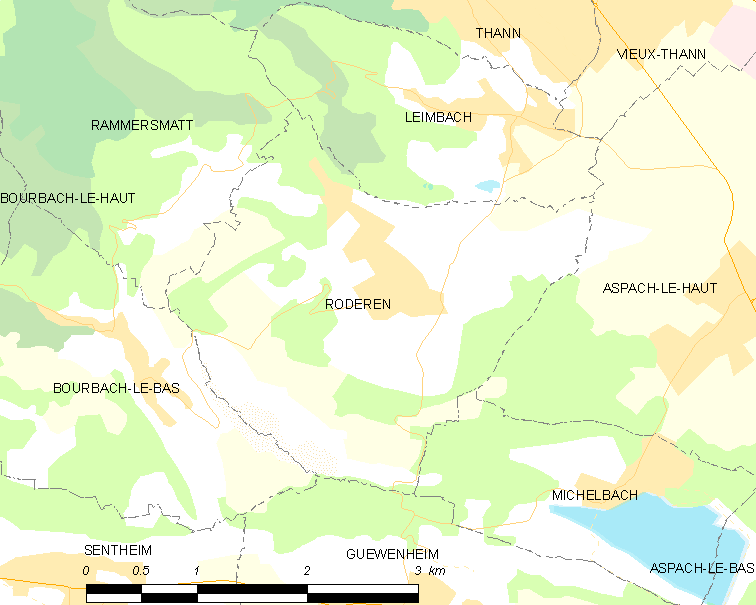
罗德伦的OSM定位图

## 行政
罗德伦的邮政编码为68800，INSEE市镇编码为68279。

## 政治
罗德伦所属的省级选区为塞尔奈县。

## 人口

1962-2008年间罗德伦人口变化图示

罗德伦于2022年1月1日时的人口数量为906人。